# Сулейманоглу, Мухаррем
Мухаррем Сулейманоглу (тур. Muharrem Süleymanoğlu, род. 18 сентября 1969) — турецкий тяжелоатлет, выступавший в весовой категории до 75 кг. Участник Олимпийских игр 1992 года в Барселоне. Младший брат трёхкратного Олимпийского чемпиона Наима Сулейманоглу.

## Биография
Мухаррем Сулейманоглу начал заниматься тяжёлой атлетикой в 1978 году, под влиянием старшего брата. Выступал за молодежную сборную Болгарии по тяжёлой атлетике. Как и старший брат, сменил спортивное гражданство с болгарского на турецкое.
После завершения спортивной карьеры перешел на тренерскую работу. Тренировал мужскую сборную Турции по тяжёлой атлетике.
Автор книги «Мой брат Карманный Геркулес». В 2019 году по мотивам книги был снят фильм «Карманный Геркулес: Наим Сулейманоглу» (тур. Cep Herkülü: Naim Süleymanoğlu).

## Спортивные результаты
| Год  | Соревнование            | Место проведения | Весовая категория | Рывок    | Толчок | Сумма двоеборья | Место |
| 1990 | Чемпионат Европы        | Ольборг          | до 75 кг          | 150 кг   | 170 кг | 320 кг          | 8     |
| 1990 | Чемпионат мира          | Будапешт         | до 75 кг          | 135 кг   | 165 кг | 300 кг          | 15    |
| 1992 | Чемпионат Европы        | Сексард          | до 75 кг          | 152.5 кг | 175 кг | 327.5 кг        | 7     |
| 1992 | Летние Олимпийские игры | Барселона        | до 75 кг          | 155 кг   | 175 кг | 330 кг          | 12    |